# سالواتوره داریو لاواردرا
سالواتوره داریو لاواردرا (انگلیسی: Salvatore Dario La Vardera؛ زادهٔ ۷ مارس ۲۰۰۲) بازیکن فوتبال اهل ایتالیا است.